# Bastard-Schwarz-Pappel

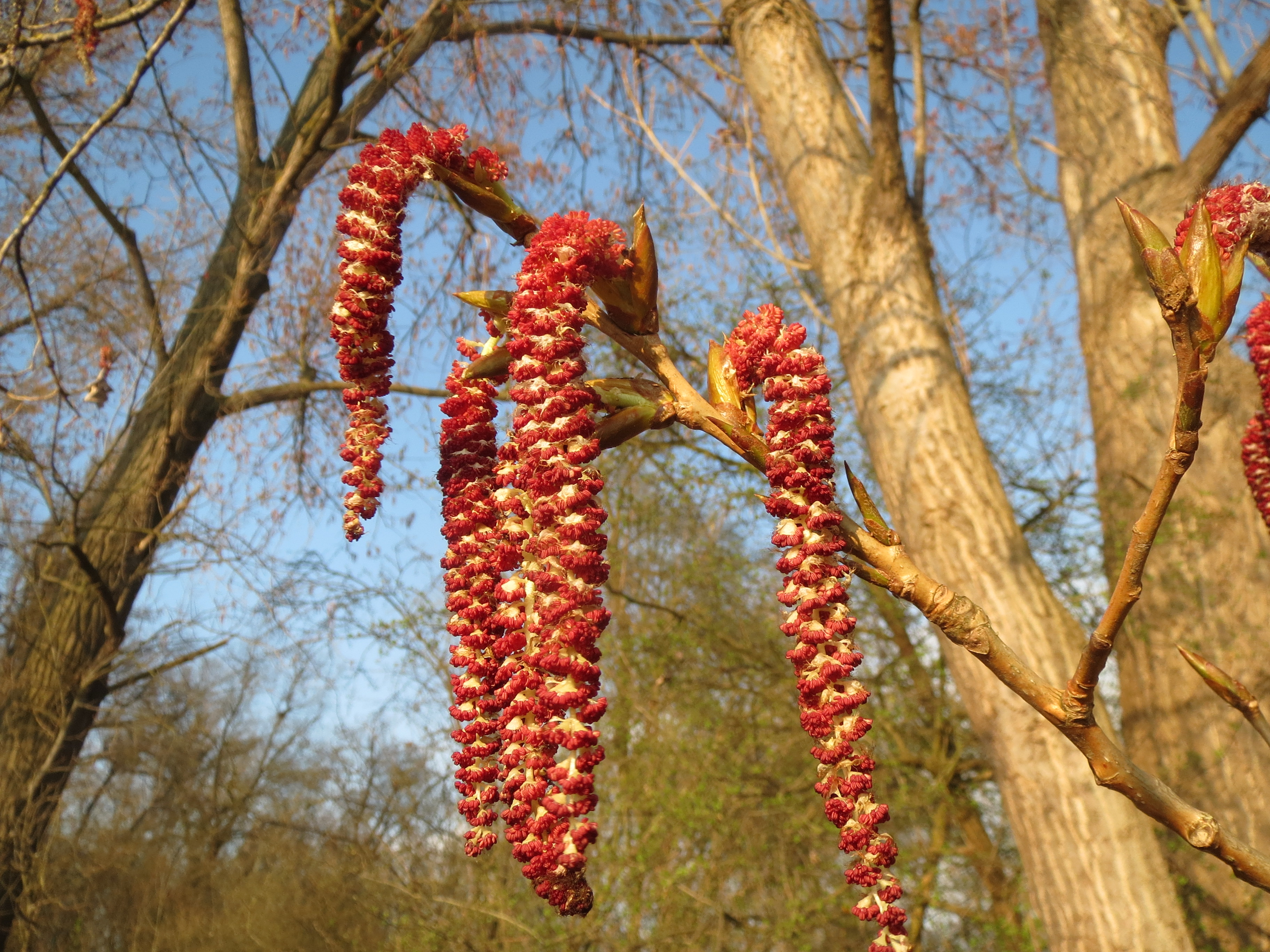
Männliche Blütenkätzchen

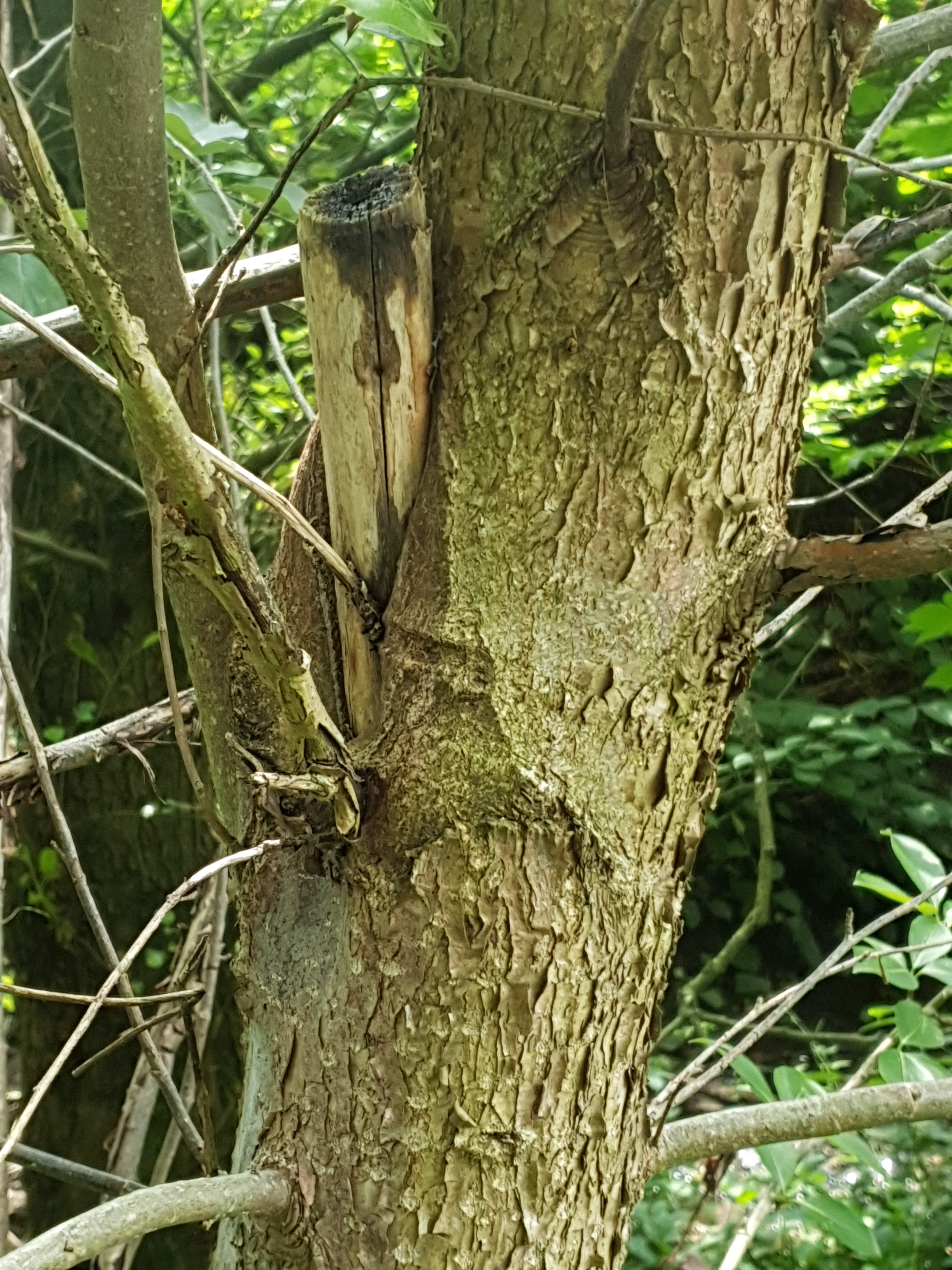
Rinde der Bastard-Schwarz-Pappel

Die Bastard-Schwarz-Pappel oder Kanadische Pappel (Populus × canadensis auch Populus × euramericana) ist eine Hybride aus der Kanadischen Schwarz-Pappel (Populus deltoides) und der europäischen Schwarz-Pappel (Populus nigra). Aufgrund der einfachen Vermehrbarkeit und der Möglichkeit, Stecklingsmaterial auszutauschen, entstanden die ersten Hybride bereits Ende des 17. Jahrhunderts. Diese haben sich wegen ihres raschen Wachstums und den vorteilhaften Holzeigenschaften rasch ausgebreitet und die in Europa heimische Schwarz-Pappel verdrängt. Die Identifizierung artreiner Schwarz-Pappeln ist schwierig. Die eindeutige Unterscheidung zwischen der Art und den Hybriden ist durch morphologische Vergleiche allein nicht möglich. Die Unterscheidung gelingt jedoch durch biochemisch-genetische Verfahren.

## Beschreibung
Die Bastard-Schwarz-Pappel ist ein bis zu 30 Meter hoher Baum und bildet einen durchgehenden Stamm mit schmaler bis breit eiförmiger Krone. Der Stammdurchmesser erreicht bis über 1,6 Meter. Die Triebe sind stielrund bis leicht kantig ausgebildet, meist kahl oder selten etwas behaart. Die Knospen sind harzig. Die Blätter stehen wechselständig, sind mehr oder weniger dreieckig geformt, lang zugespitzt und 7 bis 10 Zentimeter lang. Am Ansatz des Blattstiels können ein bis zwei Drüsen vorhanden sein. Der Blattrand ist kerbig gesägt und an beiden Blattseiten kahl, der Stiel ist rötlich. Pappeln sind zweihäusig und windblütig und bilden hängende Kätzchen. Die weiblichen Blüten haben zweiblättrige Fruchtknoten, die männlichen Blüten werden etwa 7 Zentimeter lang und bilden 15 bis 25 Staubblätter. Als Früchte werden zweiklappig öffnende, ledrige Kapseln gebildet, die Samen sind 1 bis 1,5 Millimeter lang und am Grunde mit einem Haarschopf versehen.
Die Kreuzung der primären Arten gelingt nur mit Populus deltoides als weiblichem und Populus nigra als männlichem Partner. Die Hybride sind mit den Elternarten fruchtbar kreuzbar, wodurch sich ein Hybridschwarm mit intermediären Merkmalen zwischen beiden Elternarten in stufenloser Mischung ausbildet. Es galt daher 1990 noch als fraglich, ob in Europa überhaupt noch reinerbige Populus nigra ohne genetische Beimengung der amerikanischen Art existieren. Laut einer 2010 in Bayern veröffentlichten Studie des Bayerischen Land- und Forstwirtschaftsministerium (Amt für Waldgenetik) gibt es in Bayern noch autochthone Vorkommen der reinen Schwarz-Pappel (vor allem am Main und in Südostbayern an der Donau). Allerdings sind die Bestände schon recht alt und mit Aufwuchs von Bastard-Arten vermischt. Um weitere Kreuzungen mit Bastard-Arten zu vermeiden, sollten diese Bastard-Arten aus den Beständen entfernt werden, um den Nachwuchs echter Schwarz-Pappeln zu fördern.
Als Unterscheidungsmerkmale zwischen Populus nigra und typischen Populus x canadensis werden angegeben:
- Querschnitt der jungen Sprosse kantig (bei nigra rund), Borke vorwiegend längs gefurcht (bei nigra netzartig gefurcht), frisch austreibende Laubblätter rötlich (bei nigra hellgrün), am Blattstielansatz der Blattspreite immer mit Drüsen (bei nigra meist fehlend), weibliche Blüte mit drei bis vier (selten nur zwei) Narben, Fruchtkapsel drei- bis vierspaltig (selten zweispaltig) öffnend (bei nigra immer zwei).

Außerdem ist canadensis weit häufiger von Misteln befallen.

## Standortansprüche
Die Bastard-Schwarz-Pappel wächst in Auen- und Ufergehölzen auf nährstoffreichen, sandigen, kiesigen und lehmigen, mäßig trockenen bis frischen Böden, die schwach sauer bis stark alkalisch sein können. Sie gedeiht bis zu mittleren jährlichen Minimum-Temperaturen von −30 bis −35 °C (Winterhärtezone 4).

## Systematik
Es befinden sich mehrere Klone in Kultur, die von forstwirtschaftlicher Bedeutung sind. Die genaue Bestimmung ist nur an einjährigen durch Steckholz vermehrten Pflanzen möglich. Folgende Kulturformen werden unterschieden (Auswahl):
- 'Gelrica', eine raschwüchsige Kulturform mit langem, beinahe weißem Stamm. Der Austrieb erfolgt mittelfrüh, es werden rotbraune Triebe gebildet. Die Blätter sind mehr oder weniger dreieckig und grob gezahnt. Die Oberseite ist glänzend frischgrün.
- 'Marilandica', mit einer breiten und vielastigen Krone und stumpfwinkelig abgehenden Ästen. Der Austrieb erfolgt früh, die Triebe sind braun und werden rasch grün. Die Blätter sind rhombisch-eiförmig und haben eine lange Spitze und eine keilförmige Basis. Die Blattspreiten sind auffallend hellgrün.
- 'Regenerata', mit breit kegelförmigen Wuchs und mehr oder weniger quirlig stehenden Ästen. Junge Zweige sind fein behaart. Der Austrieb erfolgt mittelfrüh, die jungen Triebe sind bräunlich, werden aber rasch grün. Die Blätter sind dreieckig, glänzend grün und haben oft leicht gerötete Stiele.
- 'Robusta', mit säulenförmigen Wuchs und beinahe quirlig stehenden Ästen. Junge Zweige sind leicht behaart und rötlich. Der Austrieb erfolgt früh, junge Triebe sind rotbraun. Die Blätter sind 10 bis 12 Zentimeter lang, derb, dreieckig und beinahe bis zur Spitze gesägt. Die Blattspreite ist glänzend grün, der Stiel rötlich.[3]

## Verwendung
Die Bastard-Schwarz-Pappel ist ein häufig kultivierter Laubbaum, dessen Holz industriell genutzt wird.